# Kleinharbach
Kleinharbach (fränkisch: Gleeharba) ist ein Gemeindeteil der Stadt Uffenheim im Landkreis Neustadt an der Aisch-Bad Windsheim (Mittelfranken, Bayern). Kleinharbach liegt in der Gemarkung Langensteinach.

## Lage
Das Dorf liegt am Harbach, einem linken Zufluss der Steinach. Gemeindeverbindungsstraßen führen nach Großharbach (1,4 km südöstlich) und zur Kreisstraße NEA 51 (1,4 km östlich).

## Geschichte
Der Ort wurde 1258 als „minori Harpach“ erstmals urkundlich erwähnt. Der Ort ist eine Ausgründung von Großharbach, das bereits im 9. Jahrhundert als „Horabah“ erwähnt wurde. Dem Ortsnamen liegt ein Gewässername zugrunde, dessen Bestimmungswort „hor(e)“ ist (mhd. für Kot, Schmutz, Sumpf) und demnach einen trüben Bach bezeichnete.
Gegen Ende des 18. Jahrhunderts gab es in Kleinharbach 12 Anwesen. Das Hochgericht übte das ansbachische Oberamt Uffenheim aus. Das Kasten- und Stadtvogteiamt Uffenheim war Grundherr über sämtliche Anwesen. Von 1797 bis 1808 unterstand Kleinharbach dem preußischen Justiz- und Kammeramt Uffenheim.
1806 kam der Ort an das Königreich Bayern. Mit dem Gemeindeedikt (frühes 19. Jahrhundert) wurde Kleinharbach dem Steuerdistrikt Langensteinach und der Ruralgemeinde Langensteinbach zugewiesen.
Am 1. Mai 1978 wurde Kleinharbach im Zuge der Gebietsreform in Bayern nach Uffenheim eingegliedert.

### Baudenkmal
- Steinkreuz[12]

### Einwohnerentwicklung
| Jahr      | 001818 | 001840 | 001861 | 001871 | 001885 | 001900 | 001925 | 001950 | 001961 | 001970 | 001987 |
| Einwohner | 57     | 82     | 70     | 82     | 77     | 55     | 72     | 81     | 58     | 84     | 46     |
| Häuser    | 13     | 15     |        |        | 14     | 14     | 13     | 12     | 11     |        | 12     |
| Quelle    | [ 9 ]  | [ 14 ] | [ 15 ] | [ 16 ] | [ 17 ] | [ 18 ] | [ 19 ] | [ 20 ] | [ 21 ] | [ 22 ] | [ 1 ]  |

## Religion
Der Ort ist seit der Reformation evangelisch-lutherisch geprägt und bis heute nach St. Peter und Paul (Langensteinach) gepfarrt.